# مكان أفضل
مكان أفضل (بالإنجليزية: Better Place)‏ هي أغنية تم تسجيلها بواسطة المغنية الأمريكية ومؤلفة الأغاني ريتشل بلاتن، والتي تم إصدارها من قبل كولومبيا للتسجيلات في 4 أبريل 2016.

## وصلات خارجية
- كلمات الأغنية الكاملة على مترولايركس